# 혁명광장 (부쿠레슈티)

혁명광장

혁명광장(루마니아어: Piața Revoluției)은 루마니아 부쿠레슈티에 있는 광장이다. 원래는 궁전 광장(Piața Palatului)으로 불렸지만, 1989년 루마니아 혁명의 장소였기 때문에 현재의 이름으로 개명되었다.